# Miękinia (potok)
Miękinia (Miękinka) – potok, prawy dopływ Krzeszówki o długości 4,88 km i powierzchni zlewni 7,93 km².
Potok płynie w województwie małopolskim. Wypływa z Wyżyny Olkuskiej, pomiędzy miejscowościami Miękinia a Nowa Góra, następnie płynie przez Dolinę Miękini, a w krzeszowickim osiedlu Czatkowice Dolne poniżej Bartlowej Góry wpływa do Krzeszówki.